# کلیسای سنت آگوستین، کیلبرن
کلیسای سنت آگوستین (انگلیسی: St Augustine's, Kilburn) یک کلیسای انگلیکان در ناحیه کیلبرن، لندن است.
این کلیسا که ساخت آن در سال ۱۸۸۰ به اتمام رسیده، معماری آن براساس معماری نئوگوتیک می‌باشد، طول برج بزرگ کلیسای سنت آگوستین ۷۷ متر است.

## نگارخانه

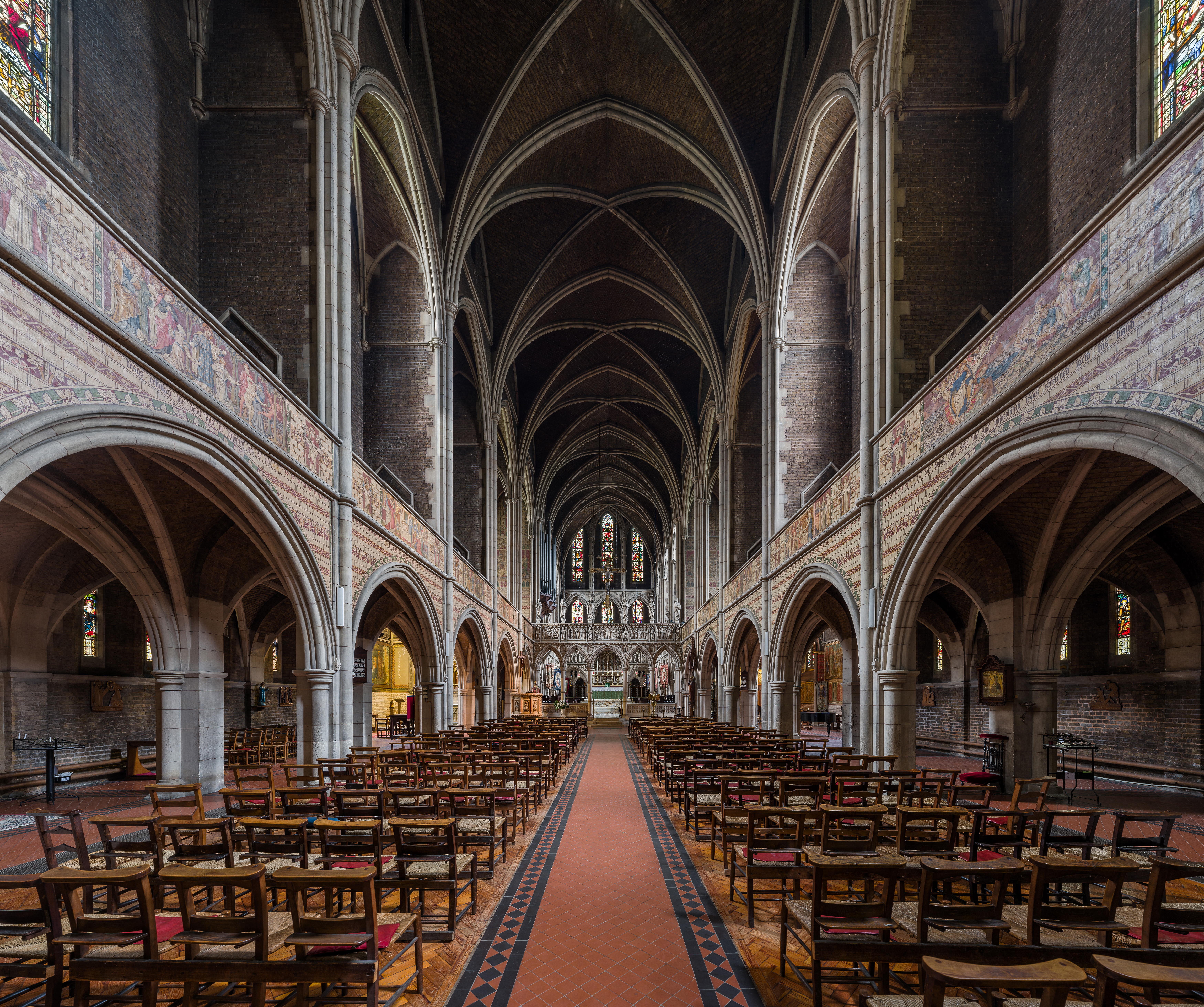
نمای شبستان از سمت شرق
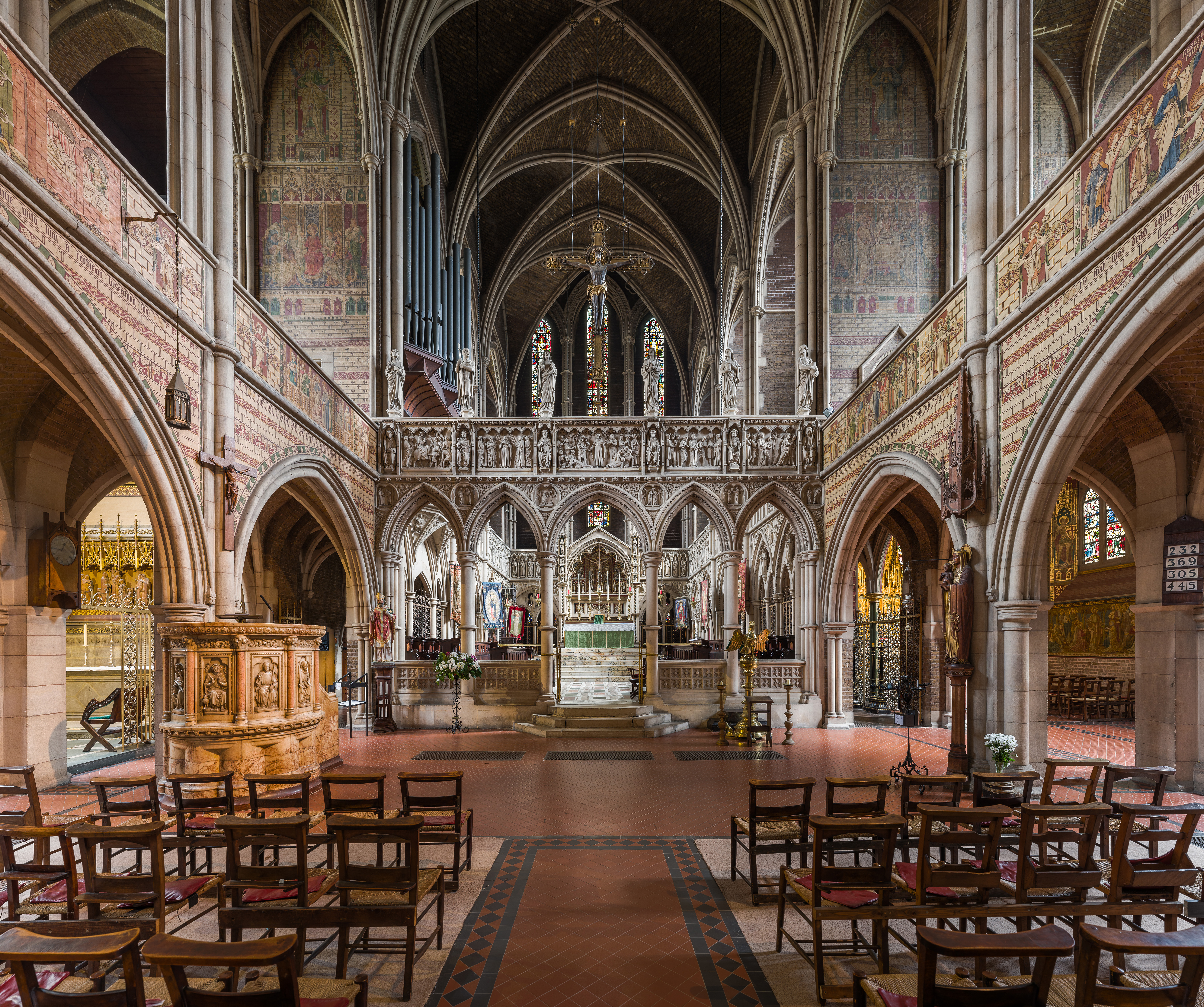
صحن کلیسا و صلیب آن
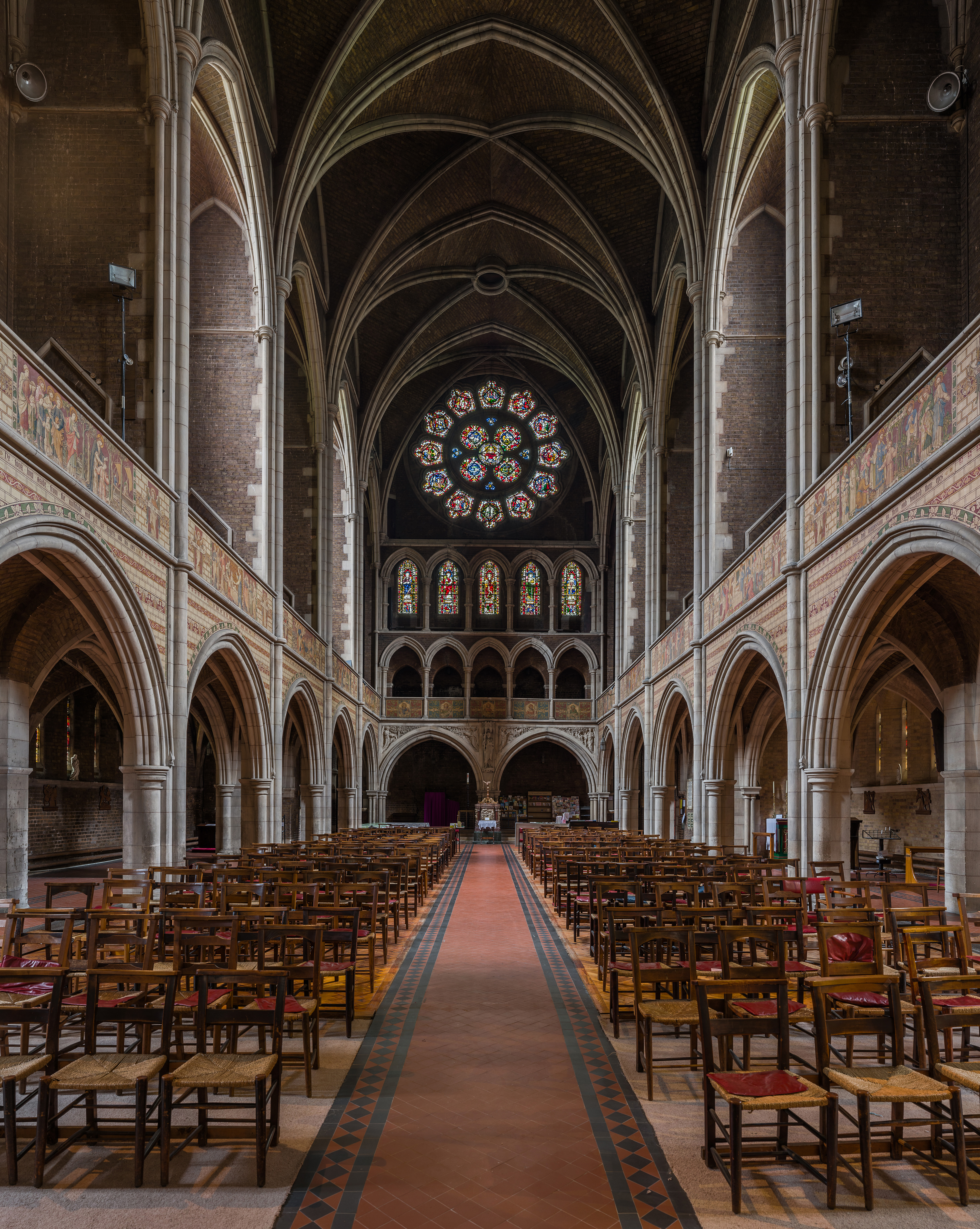
نمای شبستان از سمت غرب
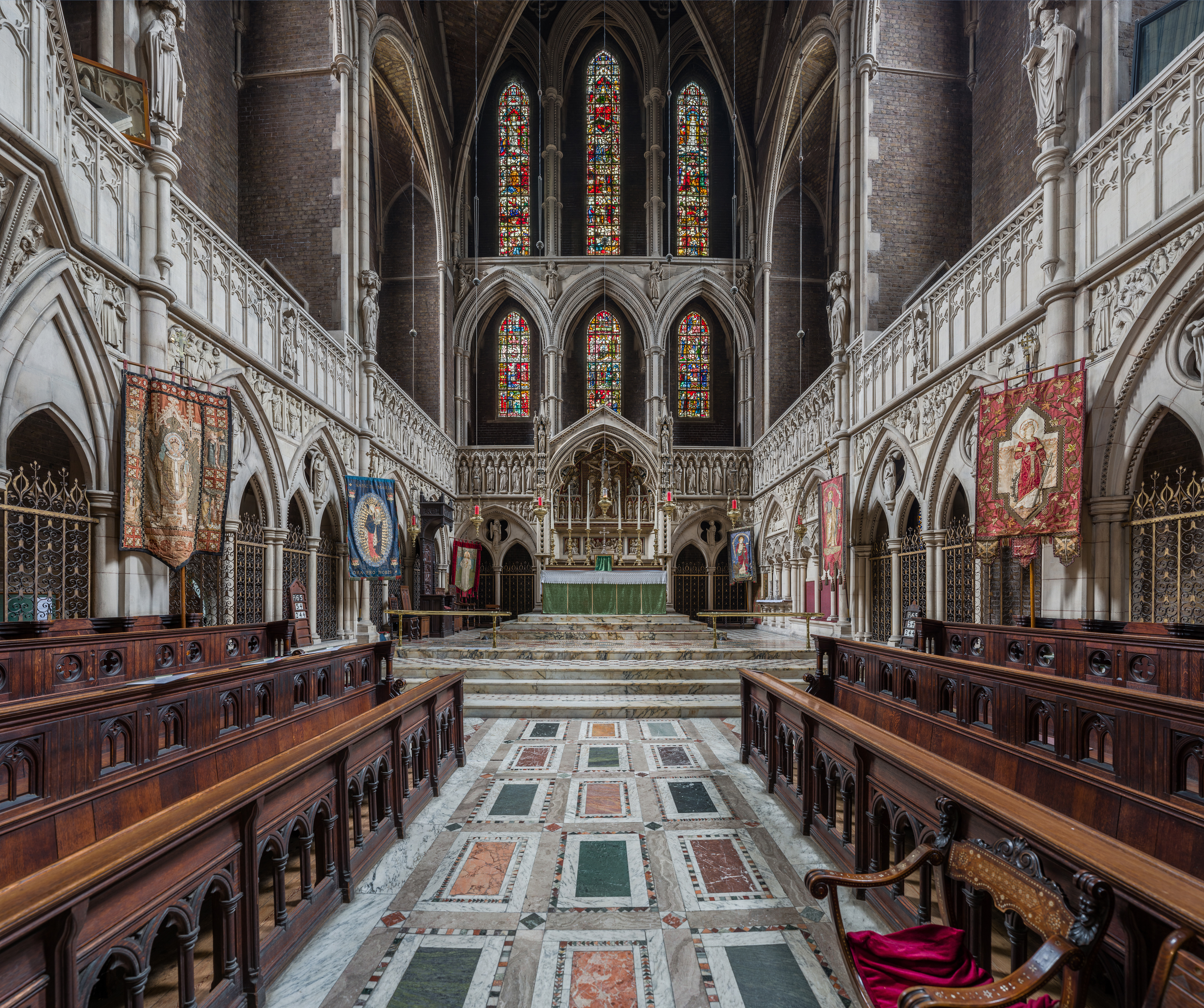
محراب کلیسا